# Сливовица
Сли́вовица (серб. шљивовица / šljivovica, словац. slivovica) — сливовая ракия (бренди), широко распространённая во всех балканских странах, а также Словакии, Чехии и Венгрии. Национальный напиток Сербии, Северной Македонии, Болгарии, Боснии и Герцеговины, Черногории, Хорватии. В Румынии идентичный по технологии изготовления напиток именуется сливовая «палинка» (pălincă de prune) или цуйка (țuică) и является национальным крепким спиртным напитком Румынии (разница между этими напитками заключается в том, что цуйка делается исключительно из слив, в то время как палинка может производиться методом перегонки из различных фруктов — груши, абрикоса, сливы, яблок).
По идентичной технологии напиток выпускается также в Австрии и Германии как сливовый шнапс — Pflaumenschnaps.
Сырьём для получения сливовицы служит сброженный сливовый сок.
Крепость сливовицы достигает 45 % (52 % — «домашняя» версия), а при двойной перегонке и 75 %.
Время выдержки сливовицы различно. Фруктовую ракию можно пить свежеизготовленной или выдерживать пять лет, в дубовых бочках. В таком случае напиток получит более глубокий и насыщенный аромат сливы, а также свой отличительный благородный жёлтый цвет.
В 2007 году сербская ракия под названием «сербская ракия сливовица» получила сертификат Европейского Сообщества, став первым защищенным продуктом Сербии, имеющим географическое происхождение.
Названия на других языках:
- серб. шљивовица / šljivovica
- словен. slivovka
- хорв. šljivovica
- макед. сливовица, сливова ракија
- пол. śliwowica
- рум. şliboviţă
- болг. сливова, сливовица, сливова ракия
- словац. slivovica
- чеш. slivovice
- венг. sligovica

## В культуре
- В песне Ивана Младека «Йожин с бажин» сливовицу пьёт председатель.
- Во втором сезоне культового американского сериала «Мелроуз Плейс» героиня Аманды Вудворд на вечеринке пьёт сливовицу.
- Сливовица упоминается в романе Ремарка «Возлюби ближнего своего»:

Одну минуту хозяйка стояла в нерешительности. Затем она твердым шагом подошла к стенному шкафчику орехового дерева:
— Вот, выпейте ещё на дорогу…
Она достала три рюмки, бутылку и налила.
— Сливовица? — спросил Штайнер.

Она кивнула и предложила вина чиновнику.
- В романе Виктора Суворова «Освободитель» советские солдаты во время ввода войск в Чехословакию не отказывались от сливовицы:

Во время чистки оружия кто-то принес бутыль чешской сливовицы, и разведывательный взвод её быстро осушил.
- В сатирическом романе Ярослава Гашека «Похождения бравого солдата Швейка во время мировой войны» описывается нестандартное применение сливовицы для «предпродажной подготовки» собаки перед показом покупателю:

Собаки не могут краситься сами, как дамы, об этом приходится заботиться тому, кто хочет их продать…А перед тем, как вести его продавать, влейте ему в глотку сливянку, чтобы пес был немного навеселе. Он у вас моментально станет бодрый, живой, будет весело лаять и ко всем лезть, как подвыпивший член городской управы.
Широкую популярность за пределами Восточной Европы сливовица получила благодаря еврейским эмигрантам. Водка и другие спиртные напитки зерновой перегонки некошерны во время праздника Песах и сливовица стала алкогольной альтернативой для соблюдающих законы кашрута евреев. Большинство современных крупных производителей сливовицы имеют сертификат кошерности на свою продукцию.